# NGC 6612
NGC 6612 ist eine elliptische Galaxie vom Hubble-Typ E-S0? im Sternbild Lyra am Nordsternhimmel. Sie ist schätzungsweise 292 Millionen Lichtjahre von der Milchstraße entfernt und hat einen Durchmesser von etwa 60.000 Lj.
Das Objekt wurde im Jahr 1886 von Lewis A. Swift entdeckt.